# 沙迷查干
沙迷查干（Shams-I-Jahan，？—1408年），东察合台汗国第四任可汗。黑的儿火者的儿子。1399年，黑的儿火者死后，他继承汗位，国政掌握在杜格拉特埃米尔忽歹达手中。曾经帮助明朝攻打鞑靼可汗鬼力赤。1407年，想借助明朝的力量，西征帖木儿帝国，恢复察合台汗国旧域。明成祖说要审度而行，不久，1408年，沙迷查干去世，弟弟马哈麻嗣位。